# Horace Wesley Stunkard
Horace Wesley Stunkard (* 23. August 1889 in Monmouth, Iowa; † 10. September 1989 in Falmouth, Massachusetts) war ein US-amerikanischer Zoologe und Parasitologe, der zahlreiche parasitische Tierarten und -gruppen erstbeschrieb und ihre Lebenszyklen aufklärte.
Stunkard wurde 1916 an der University of Illinois als Biologe promoviert und lehrte noch im gleichen Jahr an der New York University. Kurz nach dem Eintritt der Vereinigten Staaten 1917 in den Ersten Weltkrieg trat Stunkard den United States Army Signal Corps bei und gehörte zu der ersten Staffel von Flugkadetten, die nach Frankreich gesendet wurden. Dort diente er in der French Seventh Army.
Nach dem Krieg ging er zurück an die New York University. 1925 wurde Stunkard Vorsitzender des Department of Biology an der NYU und blieb auf dieser Position bis 1954. 1939 war er Präsident der American Society of Parasitologists, außerdem wurde er 1937, 1942 und 1943 Präsident der New York Academy of Science und 1936 der American Microscopical Society. Seine Publikationstätigkeit umfasste mehr als 300 wissenschaftliche Artikel, in denen er unter anderem zahlreiche Arten wie Oculotrema hippopotami und Tiergruppen, vor allem Plattwürmer, beschrieb oder die Parasiten des Hausschafs und des Silberfuchses und ihre Zusammenhänge aufklärte, was zu einem starken Rückgang der Haustiermortalität führte. 1974 wurde er anlässlich des 3. Internationalen Kongresses für Parasitologie in München zusammen mit fünf weiteren international bedeutsamen Forschern der Parasitologie mit der ersten Rudolf-Leuckart-Medaille ausgezeichnet.